# ماثيو وليامز (لاعب كريكت)
ماثيو وليامز (28 يونيو 1990 في زيمبابوي - ) (بالإنجليزية: Matthew Williams)‏ هو لاعب كريكت زيمبابوي.

## وصلات خارجية
- ماثيو وليامز على موقع إي آس بي آن كريك إنفو (الإنجليزية)